# Fergus (Heiliger)
Der Heilige Fergus (auch Fergusianus, Fergustus; † um 750) war Bischof in Irland. Er war wahrscheinlich Pikte, in der Martyrologie von Donegal wird er als „Ferghus Cruithneach“ bezeichnet. Sein Wirken wird meist in dem fünften oder sechsten Jahrhundert angesetzt. Adam King setzt ihn unter König Conranus (auch Conrane oder Gowran), Sohn von Dongart (Domangart), 501–533 an. 721 nahm allerdings ein Fergus Pictus, Bischof von Irland, an einem Konzil von Papst Gregor II. in Rom teil, auf dem irreguläre Ehen, Zauberer und Geistliche mit langem Haar verdammt wurden. Rees nimmt daher an, dass Fergus sich um 715 in Glamis niederließ und um 750 verstarb. Es mag sich hier aber um einen Namensvetter handeln.
Nach dem Aberdeen-Breviarium setzte Fergus mit einigen Gefolgsleuten von Irland in den Westen Schottlands über und lebte zunächst als Einsiedler in Strogeth, heute Strageath in Strathearn. Danach besuchte er Cathania. Die Kirche von Halkirk war ursprünglich St. Fergus geweiht, und in Wick hatte man ihm eine Statute gewidmet, die 1613 zerstört wurde. Eine weitere Statue, die ihm zugeschrieben wird, fand sich im örtlichen Gefängnis. Fergus zog schließlich weiter nach Buchan, wo er die Einwohner bekehrte und in Lungley (Inverugie bei Peterhead) eine Basilika erbaute. Er verstarb bejahrt in Glammis (Glamis, Forfarshire), wo er in einer Höhle neben einem prähistorischen Menhir gelebt hatte. Heute gibt es hier eine heilige Quelle.
Fergus hatte den Tag seines Todes vorhergesagt. Seine Gebeine waren bald als wundertätig bekannt, und der Bischof von Scone ließ daher seinen Kopf in einem Marmorsarg nach Skone bringen, wo er weitere Wunder tat. Auch in Lungley heilte er Kranke. In der Kathedrale von Aberdeen wurde ein silbernes Armreliquiar aufbewahrt. In der Kirche von Eassie südwestlich von Glamis wurde zu seinen Ehren ein Steinkreuz errichtet. Auch in Banff und in Dyce sind ihm Kirchen geweiht.
Sein Festtag ist der 17. November.